# Eagles Mere
Eagles Mere es un borough ubicado en el condado de Sullivan en el estado estadounidense de Pensilvania. En el año 2000 tenía una población de 153 habitantes y una densidad poblacional de 28.7 personas por km².

## Geografía
Eagles Mere se encuentra ubicado en las coordenadas 41°24′39″N 76°34′58″O / 41.41083, -76.58278.

## Demografía
Según la Oficina del Censo en 2000 los ingresos medios por hogar en la localidad eran de $40,833 y los ingresos medios por familia eran $63,750. Los hombres tenían unos ingresos medios de $36,250 frente a los $17,813 para las mujeres. La renta per cápita para la localidad era de $29,052. Alrededor del 3.1% de la población estaba por debajo del umbral de pobreza.